# Яковлевка (Томская область)
Яковлевка —  упразднённый посёлок в Колпашевском районе Томской области. На момент упразднения входил в состав Инкинского сельсовета. Упразднен в 1972 году.

## География
Посёлок располагался на реки Яковлевка (приток реки Шуделька), в 59 км (по прямой) к юго-западу от села Инкино.

## История
Посёлок возник в начале 1930-х годов, когда бассейн реки Шуделька стал местом расселения спецпоселенцев из числа кулаков. По данным на 1938 год спецпосёлок Яковлевка подчинялся Шудельской поселковой комендатуре. В посёлке проживала 38 семей спецпоселенцев.
С 1942 по 1954 года входил в состав Шудельского сельсовета.
Решением № 186 Томского облисполкома от 20 июля 1972 г. посёлок Яковлевка исключен из учётных данных.

## Население
| 1939 | 1952 | 1959 | 1970 |
| ---- | ---- | ---- | ---- |
| 201  | ↘58  | ↘0   | →0   |

В 1938 году в поселке проживало 155 человек спецпоселенцев, в том числе 27 мужчин, 41 женщина и 87 детей до 16 лет.